# Michael Geyer (Journalist)
Michael Geyer (* 19. März 1940 in Cottbus; † 30. Januar 2003 in Bremen) war ein deutscher Journalist, Moderator und Chefredakteur bei Radio Bremen.

## Leben
Geyer studierte Publizistik, Soziologie und Geschichte und erhielt bei Radio Bremen im März 1970 eine feste Anstellung als Nachrichtenredakteur, 1980 wurde er Redakteur für das Regionalfernsehen. Er war maßgeblich am Konzept und der Darstellung des regionalen Nachrichtenmagazins buten un binnen beteiligt, welches er auch moderierte. Außerdem trat er als Außenreporter in der von Radio Bremen produzierten Sendung Extratour auf und kommentierte oft provokativ in den Tagesthemen. Von 1990 bis 1998 war Geyer Chefredakteur Fernsehen, danach wurde er Abteilungsleiter Kultur und Gesellschaft. Seit Ende 2000 lebte Geyer im Vorruhestand.

## Werke
- 1998: Machtspieler – Friedrich Hennemann und der Untergang der Bremer Vulkan (Redakteur) (Adolf-Grimme-Preis 1999 für Wilfried Huismann und Klaus Schloesser, Friedrich-Vogel-Preis 1999)[4]
- 2000: Die Stimme